# Нежинский 137-й пехотный полк
137-й пехотный Нежинский Её Императорского Высочества Великой Княгини Марии Павловны полк — пехотная воинская часть Русской императорской армии. Входил в состав 35-й пехотной дивизии (с 1888 г. — в 17-м армейском корпусе).

## Формирование полка
Нежинский полк ведёт своё начало от Екатеринбургского мушкетёрского полка, сформированного 29 ноября 1796 г. из 5-го и 6-го Сибирских полевых батальонов. В 1857 г. полк был назван Екатеринбургским Его Императорского Высочества Великого Князя Алексея Александровича. 13 октября 1863 г. из 4-го резервного батальона его сформирован новый полк, названный 137-м Нежинским пехотным полком, в составе трёх батальонов. Полк получил Георгиевское знамя 4-го резервного батальона Екатеринбургского пехотного полка с надписью: «За Севастополь в 1854 и 1855 гг.». 19 августа 1875 г. шефом полка был назначен Великий Князь Александр Владимирович, скончавшийся 10 марта 1877 г., и новым шефом была назначена Её Императорское Высочество Великая Княгиня Мария Павловна. В апреле 1879 г. в полку был сформирован 4-й батальон. 29 ноября 1896 г. полк отпраздновал свой 100-летний юбилей.
Полковой праздник — 30 августа.

## Кампании полка
С началом русско-турецкой войны 1877—1878 гг. полк, в составе XIII армейского корпуса, вошёл в Рущукский отряд и принимал участие в ряде дел. За отличие в эту войну 2-му и 3-му батальонам были даны Георгиевские знамёна, а 1-му, как ранее уже имевшему это знамя, — знаки отличия на головные уборы с надписью «За отличие в Турецкую войну 1877 и 1878 гг.».
Во время русско-японской войны Нежинский полк был мобилизован и в составе 1-й бригады 35-й пехотной дивизии (XVII армейского корпуса) прибыл к Хайчену 4 июля 1904 г.  и принял участие в Ляоянском сражении.
Войдя в состав резерва III Сибирского корпуса, удерживавшего Ляньдясаньские позиции, Нежинский полк при отступлении этого корпуса на Ляоянские позиции, находился в арьергарде и на позиции между дд. Чинертунь и Сяолинцзы, прикрывавшей переправу через Ванбатайский перевал всех обозов и артиллерии, выдержал 15 августа жаркий бой с наступавшей в подавяяющих силах японской гвардией и отошёл в полном порядке с песнями, унеся с собой всех своих убитых и ран. В бою 15 августа Нежинцы потеряли: убитыми — 1 офицера и 31 нижних чинов и ранеными — 6 офицеров и 115 нижних чинов.
К началу Ляоянского сражения (17 августа) Нежинский полк вошёл опять в состав  XVII армейского корпуса. При этом 2 батальона Нежинцев входили в состав отряда генерал-майора Орбелиани, назначенного для охраны левого фланга. XVII корпуса и для наблюдения долины р. Тайцзыхэ вверх от д. Сыквантунь, а 2 батальона находились в общем резерве корпуса между дд. Тудаогоу и Эрдагоу (под общей командой генерал-лейтенанта Добржинского). Когда утром 17 августа были получены донесения о переправе  на правом берегу Тайцзыхэ одной японской дивизии с артиллерией и конницей, то генерал-лейтенант Добржинский занял позицию одной бригадой с 16 орудиям у д. Сыквантунь, при чем 2 батальона Нежинцев заняли высоту к северо-востоку от указанной деревни. 2 батальона их, бывшие у князя Орбелиани, расположились у д. Хоухэйтай, составляя обеспечение левого фланга войск генерала Добржинского. Конница князя Орбелиани вскоре отошла назад, и японцы совершенно свободно могли наступать на позиции XVII корпуса.
На них и обрушились 3 бригады армии Куроки. 18 августа дело ограничилось артиллерийской перестрелкой. К утру 2 батальона Нежинцев из отряда князя Орбелиани были оттянуты в общий резерв корпуса у д. Сахутунь, а 2 других батальона остались на крайнем левом фланге корпуса. Высота, занятая ими, получила название «Нежинской сопки». Утром 19 августа на неё повела наступление 15-я японская бригада и вскоре охватяла её левый фланг. Ввиду сего, между 3 и 4 часами дня, к сопке были притянуты и остальные 2 батальона Нежинцев, а вслед за тем сюда же подошли 2 батальона 139-го пехотного Моршанского полка и 2 роты 138-го пехотного Болховского полка. Общее начальствование обороной Нежинской сопки было возложено на командира Нежинского полка полковника Истомина. Для японцев прорыв у Нежинской сопки являлся необходимостью, дабы завладеть железной дорогой в тылу Ляояна; для русских же удержание её составляло вопрос первостепенной важности.
19 августа японцы обрушили на эту сопку сильнейший артиллерийский огонь (7 батарей) и ряд отчаянных атак, которые Нежинцы неоднократно отбивали штыками, но в ночь на 20 августа в виду недостатка патронов и отсутствия артиллерийской поддержки очистили сопку, а 20 августа приняли участие в общей атаке потерянной нами накануне Сыквантунской позиции, имея задачей вновь овладеть своей сопкой, и к 8 1/2 часам вечера захватили её и оставались на ней до 2 часов ночи, когда вновь по приказанию отошли к д. Сахутунь.
В боях 19 и 20 августа полк потерял убитыми 3 офицеров и 69 нижних чинов, а ранеными — 29 офицеров и 749 нижних чинов (около 39% всего состава).
В сражении на реке Шахе Нежинский полк принимал участие в составе западной группы генерала Бильдерлинга и за время с 25 сентября по 5 октября потерял: убитыми — 3 офицеров и 91 нижних чинов и ранеными — 20 офицеров и около 400 нижних чинов. Все эти потери сильно ослабили полк, и к концу боёв на Шахе в нем оставалось лишь 1082 штыков.
После Мукденского сражения, в котором на долю Нежинского полка выпала, между прочим, упорная оборона д. Ханьченпу (22 февраля) и прикрытие отступления войск 3-й Манчжурской армии (бои у дд. Эртайцзы и Юлинпу), Нежинский полк был переформирован в 3-батальонный состав, имея в строю всего около 1200 штыков.
Полк — участник боя под Тарношиным 15 августа 1915 г.

## Знаки отличия полка
1. Полковое Георгиевское знамя с надписью: «За Севастополь въ 1854 и 1855 годахъ и за Турецкую войну 1877 и 1878 годовъ» и «1796—1896», с Александровской юбилейной лентой. Высочайшая грамота 29 ноября 1897 года.
2. Знаки отличия (нагрудные у офицеров, на головные уборы у нижних чинов) с надписями:

в 1-м батальоне «За отличіе въ Турецкую войну 1877 и 1878 годовъ» (Высочайший приказ 17 апреля 1878 года);
в 1-м батальоне «За отличіе въ Турецкую войну 1877 и 1878 гг. и въ войну съ Японіей въ 1904—1905 гг.» (Высочайший приказ 18 апреля 1914 года);
во 2-м, 3-м и 4-м батальонах «За отличіе въ войну съ Японіей въ 1904—1905 гг.» (Высочайший приказ 18 апреля 1914 года).

## Командиры полка
- 13.10.1863 — 30.12.1863 — полковник Чиж, Степан Фелицианович
- 30.12.1863 — 07.10.1869 — полковник Кнорринг, Александр Владимирович
- 07.10.1869 — 13.08.1872 — полковник Беляев, Дмитрий Иванович
- 13.08.1872 — 14.09.1877 — полковник Тиньков, Александр Михайлович
- 14.09.1877 — 14.07.1880 — полковник Маслов, Пётр Васильевич
- 14.07.1880 — 15.03.1881 — полковник Максимов, Иван Иванович
- 15.03.1881 — 16.09.1881 — полковник Лишин, Иван Андреевич
- 16.09.1881 — 04.02.1884 — полковник Усов, Андрей Иванович
- 04.02.1884 — 28.10.1891 — полковник Адамецкий, Казимир Мартынович
- 12.11.1891 — 24.10.1899 — полковник Базилевский, Михаил Николаевич
- 31.10.1899 — 20.09.1901 — полковник Тизенгаузен, Александр Евгеньевич
- 08.10.1901 — 07.11.1904 — полковник Истомин, Николай Михайлович
- 18.12.1904 — 13.08.1905 — полковник Ахвледиани, Ясон Александрович
- 16.08.1905 — 23.03.1908 — полковник Бух, Николай Николаевич
- 23.03.1908 — 10.06.1913 — полковник Острянский, Николай Максимович
- 21.07.1913 — 07.01.1915 — полковник Пронин, Александр Семёнович
- 21.03.1915 — 11.06.1915 — полковник Батранец, Николай Леонтьевич
- 11.10.1915 — 23.11.1915 — полковник Левизов, Николай Иванович
- 01.12.1915 — 15.01.1917 — полковник Дроздовский, Лев Антонович
- 03.02.1917 — 17.04.1917 — полковник Козловский, Иван Евстафьевич
- 17.04.1917 — хх.хх.хххх — полковник Пермяков, Вячеслав Владимирович

## Шефы полка
- 19.08.1875 — 07.03.1877 — великий князь Александр Владимирович
- 27.03.1877 — 04.03.1917 — великая княгиня Мария Павловна